# Cyrtandromoea
Cyrtandromoea – rodzaj roślin z rodziny Phrymaceae. Należy do niego 13 gatunków. Zasięg rodzaju obejmuje południowo-wschodnią Azję od południowych Chin po Borneo i Jawę.

## Morfologia
PokrójByliny o drewniejącej dolnej części pędu. Łodygi wzniesione, czterokanciaste.
LiścieŁodygowe, naprzeciwległe, ogonkowe, z blaszką na brzegu ząbkowaną lub piłkowaną.
KwiatyWyrastają pojedynczo z węzłów w górnej części pędu lub zebrane po kilka lub wiele w kwiatostany wierzchotkowe wyrastające z dolnej, drewniejącej części pędu. Kielich jest zrosłodziałkowy, z 5 wydatnymi żebrami i 5 krótkimi ząbkami na szczycie. Powiększa się w czasie owocowania. Korona kwiatu zrosłopłatkowa, z zaokrąglonymi łatkami na szczycie, różowa lub fioletowa. Pręciki są cztery, podobnej długości. Zalążnia dwukomorowa. Znamię dwułatkowe.
OwoceJagody i torebki zawierające wiele drobnych, elipsoidalnych nasion. Łupina nasienna o powierzchni siateczkowatej.

## Systematyka
Rodzaj z rodzimy Phrymaceae, w przeszłości zaliczany do rodzin: babkowate Plantaginaceae, trędownikowate Scrophulariaceae, ostrojowate Gesneriaceae.
Wykaz gatunków
- Cyrtandromoea angustifolia (Miq.) C.B.Clarke
- Cyrtandromoea decurrens (Blume) Zoll.
- Cyrtandromoea dispar C.B.Clarke
- Cyrtandromoea grandiflora C.B.Clarke
- Cyrtandromoea grandis Ridl.
- Cyrtandromoea megaphylla Hemsl.
- Cyrtandromoea miqueliana C.B.Clarke
- Cyrtandromoea nicobarica N.P.Balakr.
- Cyrtandromoea pterocaulis D.D.Tao, X.D.Li & X.Yang
- Cyrtandromoea subintegra C.B.Clarke
- Cyrtandromoea subsessilis (Miq.) B.L.Burtt
- Cyrtandromoea sudhansui Chowlu, A.Shenoy & Nuraliev
- Cyrtandromoea sumatrana Ridl.